# Jan Woutersz van Cuyck
Jan Woutersz van Cuyck o Kuik (Dordrecht, 1540 – Dordrecht, 28 marzo 1572) è stato un pittore olandese.

## Biografia

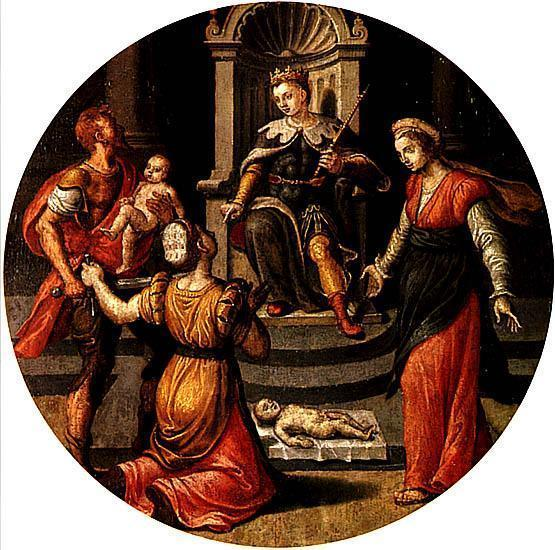
Il giudizio di Salomone (1552)

Jan Woutersz van Cuyck fu un Mennonita dopo la conversione all'anabattismo. Nel 1572 fu arrestato per eresia e a questo periodo si lega uno dei fatti più noti legati all'artista. Infatti, pare che van Cuyck abbia dipinto su richiesta del carceriere l'episodio biblico del giudizio di Salomone per il Vierschaar (tribunale), con uno sceriffo locale nelle fattezze del saggio re ebreo. Per quanto van Cuyck sia effettivamente l'autore dell'opera, il quadro fu realizzato vent'anni prima dell'arresto dell'artista. È tuttavia vero che van Cuyck fu processato e condannato a morte in un'aula che aveva decorato egli stesso.
Il pittore fu bruciato al rogo insieme a un'altra martire Mennonita, Adraentgen Jans van Molenaarsgraaf, a cui però fu concesso lo strangolamento prima che venisse appiccato il fuoco, in segno di rispetto per il suo sesso. Al momento del suo martirio il pittore lasciava una moglie e una figlia di sette anni. Gran parte della sua opera è andata perduta, con l'eccezione del Giudizio di Solomone, che si trova ancora a Dordrecht. Alcune delle sue lettere dal carcere furono pubblicate nel 1660 dalla raccolta di  Tieleman Jansz van Bracht Lo specchio dei martiri.